# Periscepsia cleui
Periscepsia cleui är en tvåvingeart som först beskrevs av Herting 1980.  Periscepsia cleui ingår i släktet Periscepsia och familjen parasitflugor.
Artens utbredningsområde är Frankrike. Inga underarter finns listade i Catalogue of Life.